# Ministère Franz von Pillersdorf
Empire d'Autriche
Ministère de Ficquelmont Ministère von Doblhoff-Dier
Le ministère Franz von Pillersdorf est un ministère de l'empire d'Autriche conduit par Franz von Pillersdorf du 19 mai 1948 au 8 juillet 1848.

## Histoire
Le ministre-président Charles-Louis de Ficquelmont, est membre du parti de Klemens Wenzel von Metternich et fervent ami de la Russie, a été contraint de démissionner à la suite de manifestations début mai. 
Il est remplacé comme ministre-président par Franz von Pillersdorf, dont l'opposition au système dirigeant autour de Metternichs est bien connue. Franz von Pillersdorf avait déjà été nommé ministre de l'Intérieur par l'empereur Ferdinand Ier 20 mars 1848.
Le 4 mai 1848, il est également nommé ministre-président. Cependant , la constitution libérale qu'il créée le 25 avril 1848 (Constitution Pillersdorf) pour les pays cisleithaniens n'a satisfait ni les révolutionnaires ni la couronne, après quoi il démissionne de ses fonctions de ministre-président le 8 juillet 1848. Anton von Doblhoff-Dier lui succède .

## Composition

### Ministre-président
| Fonction | Fonction           | Image | Nom                   | Parti politique |
| -------- | ------------------ | ----- | --------------------- | --------------- |
|          | Ministre-président |       | Franz von Pillersdorf | Indépendant     |

### Ministres
| Fonction | Fonction                                  | Image | Nom                        | Parti politique |
| -------- | ----------------------------------------- | ----- | -------------------------- | --------------- |
|          | Ministre des Affaires étrangères          |       | Johann von Wessenberg      | Indépendant     |
|          | Ministre de la Justice                    |       | Ludwig Taaffe              | Indépendant     |
|          | Ministre de l'Intérieur                   |       | Franz von Pillersdorf      | Indépendant     |
|          | Ministre de la Guerre                     |       | Théodore Baillet de Latour | Indépendant     |
|          | Ministre des finances                     |       | Philipp von Krauss         | Indépendant     |
|          | Ministre des Travaux publics et des Mines |       | Andreas von Baumgartner    | Indépendant     |
|          | Ministre du Commerce                      |       | Anton von Doblhoff-Dier    | Indépendant     |
|          | Ministre de la Culture                    |       | Franz von Sommaruga        | Indépendant     |